# 살레 알셰흐리
살레흐 할리드 모함메드 알셰흐리(아랍어: صالح خالد محمد الشهري, Saleh Khalid Mohammed Al-Shehri, 1993년 11월 1일 ~ )는 사우디아라비아의 축구 선수이며, 현재 사우디아라비아 축구 국가대표팀과 사우디아라비아 프리미어리그의 알힐랄에서 뛰고 있다. 포지션은 스트라이커이다.

## 클럽 경력

### 생애 경력
그는 알아흘리 대학교를 졸업했으며 알아흘리 주니어와 유소년 계급에서 스트라이커로 뛰었다.

### SC 베이라마르
그는 2012년 9월 2일, 베이라마르에서 모레이렌스와의 경기에서 데뷔전을 치렀고 첫 경기에서 첫 골을 기록했다. 그는 유럽에서 득점한 최초의 사우디아라비아의 축구 선수이다. 비토리아와의 두 번째 경기에서 그는 프리메이라리가 2012-13에서 가장 빠른 골을 기록했다. 그는 베이라마르에서 두 경기에 출전하여 두 골을 기록했다.

### 다시 알아흘리로 돌아가서
2013년 7월 20일, 그는 자신의 클럽으로 돌아왔다. 그는 나지란와의 데뷔전 친선경기를 치렀고 1-0으로 패했다.

## 국가대표 경력
그는 2012년 AFC U-19 챔피언십에서 카타르 U-20 축구 국가대표팀과의 경기에서 골을 넣어 사우디아라비아가 4-2로 승리했다. 사우디아라비아는 승점 4점을 기록했지만 조별리그에서 1-5로 시리아 U-20 축구 국가대표팀에게 패했다.

## 명예

### 알힐랄 SFC
- 사우디 프로페셔널리그: 2019-20, 2020-21
- 사우디아라비아 국왕컵: 2019-20
- AFC 챔피언스리그: 2019